# Kominternivska, Ciornobai
Kominternivska (în ucraineană Комінтернівська) este o comună în raionul Ciornobai, regiunea Cerkasî, Ucraina, formată numai din satul de reședință.

## Demografie
Componența lingvistică a comunei Kominternivska
     Ucraineană (97,59%)
     Rusă (2,11%)
     Alte limbi (0,3%)
Conform recensământului din 2001, majoritatea populației comunei Kominternivska era vorbitoare de ucraineană (97,59%), existând în minoritate și vorbitori de rusă (2,11%).